# Tricholeiochiton fagesii
Tricholeiochiton fagesii – chruścik z rodziny Hydroptilidae. Larwy budują małe, bocznie spłaszczone, przenośne domki z przędzy jedwabnej.
Występuje w rzekach i jeziorach całej Europy, jest to gatunek rzadki w Polsce, limnebiont, być może tyrfofilny.
Jedną larwę złowiono w jez. Łąkie (Pojezierze Pomorskie) w szuwarach na gł. 0,4 m. Drugą złowiono w małym oczku polodowcowym koło jez. Skanda (Poj. Mazurskie).
W jeziorach Karelii T. fagesii występował w zbiorowiskach Carex i Urticularia. Na Łotwie imagines spotykane rzadko, złowione tylko nad jednym jeziorem. Imagines łowione nad jez. Ładoga. Dane ze Szkocji, Holandii i Niemiec sugerują, że jest to raczej gatunek drobnozbiornikowy, preferujący siedliska torfowiskowe i bagienne, łowiony wśród osoki, czasami występuje masowo, występuje także w zbiornikach ze słabym przepływem oraz roślinności elodeidowej – raczej blisko litoralu.